# Hishikawa Moronobu
Hishikawa Moronobu (Japans: 菱川師宣) (Awa, 1618 – Edo, 25 juli 1694) was een Japanse kunstenaar en graficus die bekendstaat als de eerste grote meester van de ukiyo-e-stijl (浮世絵; prenten van de vlietende wereld). Hij wordt gezien als een van de laatste ukiyo-e-primitievelingen en een van de eerste kunstenaars van het post-primitieve, echte ukiyo-e.

## Vroege leven
Hishikawa is geboren in het jaar 1618 aan het begin van de Edo-periode (1603-1868), in een dorpje in de provincie Awa (安房国, Awa-no kuni) Hodamura (保田村). Zijn vader, Hishikawa Kichizaemon, was een gerespecteerd textielverver en borduurder. Hishikawa Moronobu maakte de ondertekeningen voor de borduurwerkjes van zijn vader. Dit was zijn eerste ervaring met kunst.
Na de dood van zijn vader verhuisde Hishikawa naar Edo (江戸), waar hij ging studeren aan twee prestigieuze scholen : de Tosa-school (土佐派, Tosa-ha); die zicht toespitste op de traditionele Japanse kunst en de Kanō-school (狩野派, Kanō-ha), waar ze Chinese kunst onderrichtten.
Na ervaring gehad te hebben opgedaan in zowel de decoratieve als de academische kunst, wendde hij zich tot de ukiyo-e-stijl, die gedurende vele jaren een grote evolutie doormaakte, onder meer dankzij de inbreng van Hishikawa. Zelf leerde hij deze kunst waarschijnlijk bij zijn mentor, de Kanbun Master (漢文大師, Kanbun Diaishi; 1660–1673), die een grote kunstenaar geweest moet zijn, maar waar tot op heden geen kunstwerken bekend zijn.

## Werken

### Stijl
Moronobu is niet de uitvinder van de ukiyo-e-stijl. Hij gebruikte onafgewerkte ukiyo-e-ontwerpen van andere kunstenaars in zijn eigen werk. Hij was wel de eerste ontwerper die volwassen ukiyo-e maakte.  Deze vorm van ukiyo-e bepaalde de standaard voor kunstenaars van latere generaties. Hishikawa wordt vaak geprezen om de sterkte van zijn lijnen en de interactieve opstelling van zijn figuren, wat een dramatisch element toevoegd aan de ukiyo-e-stijl.
De eerste ukiyo-e waren geen afdrukken, maar werden gemaakt met penseel en zwarte inkt. Na verloop van tijd kwamen er meer kleuren inkt en werden de schilderijen gecompliceerder. Daarom werd de blokdruktechniek toegepast. Blokdruk is een techniek afkomstig uit China. Men maakt eerst het schilderij en deze wordt met de beschilderde zijde op een blok hout gelegd. Vervolgens snijdt men de afbeelding in het blok. Het blok kan dan met inkt worden behandeld om vervolgens gebruikt te worden om duplicaten van het origineel maken. Door deze techniek te gebruiken wist Hishikawa's prenten een groter publiek te bereiken. De meeste van zijn blokdrukken waren in zwart en wit getekend (墨絵, sumi-e). Veel van zijn prenten werden met de hand ingekleurd door andere ukiyo-e-kunstenaars.

### Soorten werken
In het begin van de jaren 1660 kreeg Moronobu voor het eerst aandacht vanwege de hoge kwaliteit van zijn tekeningen en schilderijen. Enkele jaren laten ging Hishikawa over op het illustreren van e-hon (絵本, prentenboeken) aan de hand van de blokdruktechniek. Enkele van Hishikawa's meest bekende e-hon zijn illustraties bij werken van de schrijver Ihara Saikaku (井原西鶴).
Hishikawa’s vroegste werken waren illustraties van zulke prentenboeken en dateerden van 1672. Hij zou meer dan honderdvijftig boeken hebben geïllustreerd. Veel daarvan kunnen niet volledig aan Hishikawa worden toegeschreven, aangezien hij deze werken niet signeerde. Vandaag zijn er meer dan zestig boeken van hem bekend,
Hishikawa had succes met zijn boekillustraties. Omdat Hishikawa een groter publiek wou bereiken en omdat deze boekillustraties als kunst steeds meer en meer geapprecieerd werden ging hij ook ichimai-e (一枚絵) ontwerpen. Ichimai-e zijn prenten van een pagina. Hishikawa's ichimai-e waren meestal ook ongesigneerd en veel van deze prenten hebben de tand des tijds niet doorstaan. Soms maakten ze deel uit van een bepaalde reeks, meestal bestaande uit twaalf prenten.  De meest voorkomende thema's bij Hishikawa's eenpaginaprints waren:
- Shunga (春画), de Japanse term voor erotische kunst
- Yakusha-e (役者絵), dit zijn portretten van Kabuki-acteurs in populaire rollen
- Bijinga (美人画), illustraties van mooie vrouwen uit Edo

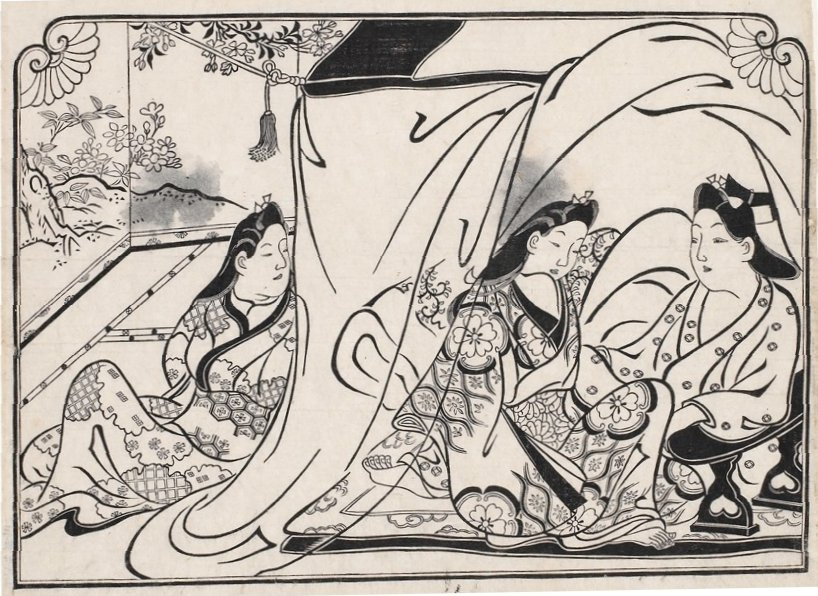
Lovers in boudoir (1682), een voorbeeld van shunga
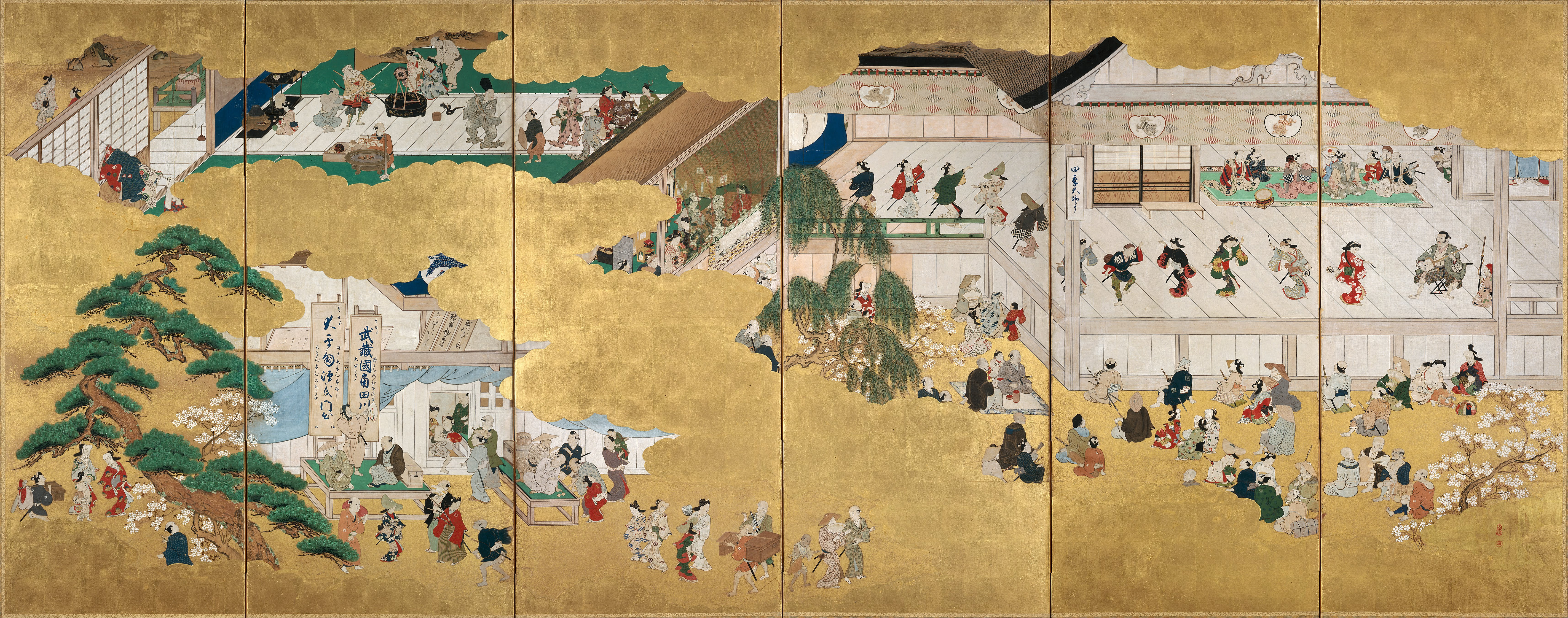
Kabuki-zu Byōfu (歌舞伎図屏風, Scenes from the Nakamura Kabuki Theater, 1684-1704), een voorbeeld van een yakusha-e

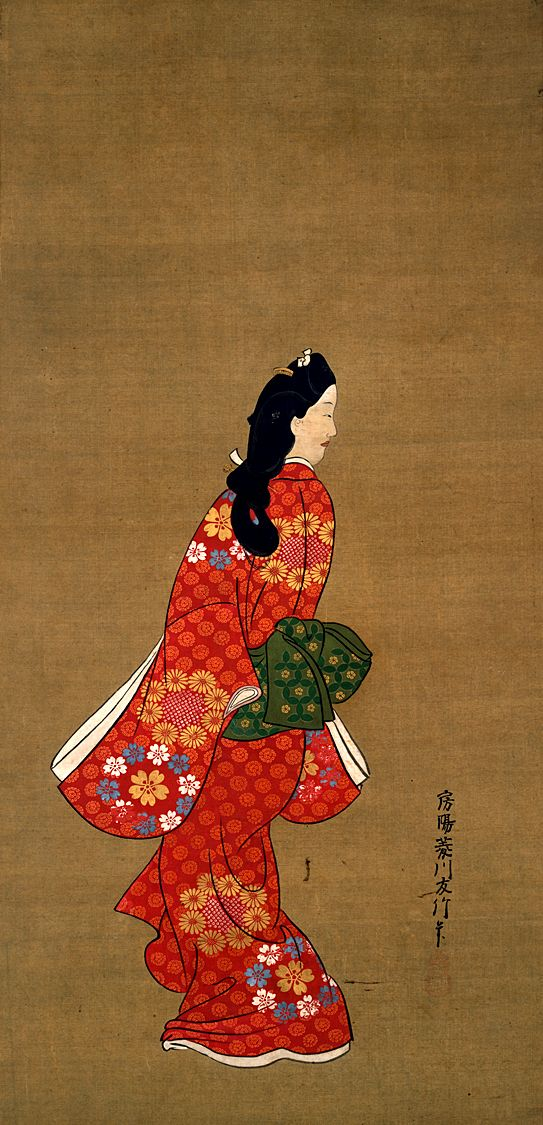
Mikaeri Bijin-zu (見返り美人図, “Turning Back Beauty” of “A Beauty Looking over Her Shoulder”) een voorbeeld van een bijinga

### Mikaeri Bijin
Een van Hishikawa's meest bekende werken is Mikaeri Bijin (見返り美人, “Turning Back Beauty” of “A Beauty Looking over Her Shoulder”). Het originele schilderij is 63 bij 31,2 centimeter en bevindt zich momenteel in het Nationale Museum van Tokyo (東京国立博物館, Tōkyō Kokuritsu Hakubutsukan). Het schilderij is geschilderd in levendige kleuren en toont een vrouw uit de Edo-periode op de rug gezien. Ze kijkt, wellicht toevallig, naar achteren over haar schouder.
In 1948 werden postzegels verkocht, waarop Hishikawa’s Mikaeri Bijin werd afgebeeld, waardoor het verzamelen van postzegels als hobby populairder werd.

## Latere leven
Tegen het midden van de jaren 1670 stond Hishikawa bekend als de belangrijkste ukiyo-e-kunstenaar en hij zou dat tot zijn dood blijven.
In zijn geboortestad staat een museum, Hishikawa kinen-kan (菱川師宣記念館), dat zijn naam draagt.

## Volgelingen
Het feit dat Hishikawa zo bekend was maakte hem tot een gewild leraar. Hij stichtte zijn  eigen school (菱川派, Hishikawa-ha), waar veel van de later bekende ukiyo-e-kunstenaars werden opgeleid. Enkele van zijn leerlingen waren :
- Hishikawa Morofusa (菱川師房) : oudste zoon van Moronobu. Hij gaf uiteindelijk de blokdrukkunst op en ging terug naar het textielfamiliebedrijf in Hodamura.
- Sugimura Jihei (杉村治平) : illustreerde minstens zeventig boeken en maakte talloze prenten. Ook hij creëerde shunga, maar die zijn meer expliciet en erotischer dan de prenten van zijn meester.
- Furuyama Moroshige (古山師重)
- Yamazaki Ryūjo (山崎龍女)
- Ishikawa Ryūsen (石川流宣)
- Hishikawa Moronaga (菱川師永)
- Hishikawa Moroyoshi (菱川師喜)
- Hishikawa Tomofusa (菱川友房)
- Hishikawa Morohira (菱川師平)
- Hishikawa Morohide (菱川師秀)

De school was echter niet een lang leven gegund en na verloop van tijd verloor het ook aan populariteit, vooral door de opkomst van vele andere scholen en studios en het vertrek van Hishikawa Morofusa.

## Hishikawa Moronobu in de populaire cultuur
- In 2004 werd de aflevering "Artistic Anarchy" van de anime Samurai Champloo (サムライチャンプルー) uitgezonden. Deze draait rond Hishikawa.
- Een ander voorbeeld is het lied "Mikaeri Bijin" dat door de van de Japanse versie van Idols bekende band Morning Musume.'14 (モーニング娘。'14) in 2014 werd uitgebracht. Het is vernoemd naar het kunstwerk met dezelfde naam en we kunnen er verwijzingen naar ukiyo-e in terugvinden.

## Voetnoten
1. ↑  Staat vandaag bekend als Kyonan (鋸南町, Kyonan-machi) in de buurt van de Baai van Tokio (東京湾, Tōkyō-wan), Chiba-prefectuur (千葉県, Chiba-ken)
2. ↑  Het tegenwoordige Tokio (東京, Tōkyō)
3. ↑  Het tegenwoordige Kyonan (鋸南町, Kyonan-machi)